# Elaphe leonardi
Elaphe leonardi este o specie de șerpi din genul Elaphe, familia Colubridae, descrisă de Frank Wall în anul 1921.

## Subspecii
Această specie cuprinde următoarele subspecii:
- E. l. chapaensis
- E. l. leonardi